# 리사 제이컵
리사 제이컵(Lisa Jakub, 1978년 12월 27일 ~ )은 캐나다의 작가, 배우이다.
토론토에서 태어났다.

## 영화
- Double Frame (2000)
- 워크 온 더 문 (1999년) - 마이라 나이델 역
- 조지 루카스 인 러브 (1999년)
- 드림 하우스 (1998년)
- 이노센스 (1997년)
- 프리티 레이디 (1997년)
- 버뮤다 삼각지 (1996년)
- 인디펜던스 데이 (1996년) - 앨리시아 캐시 역
- 가족 만들기 소동 (1995년)
- 낸시 이야기 (1995년)
- 피그 테일 (1995년)
- 미세스 다웃파이어 (1993년) - 리디아 역
- 가장 최근의 옛날 이야기 (1991년)
- 넝쿨 장미 (1991년)
- 13일의 금요일 - TV 시리즈 (1987년)
- 크리스마스 이브 (1986년)